# I Knew It Was You: Rediscovering John Cazale

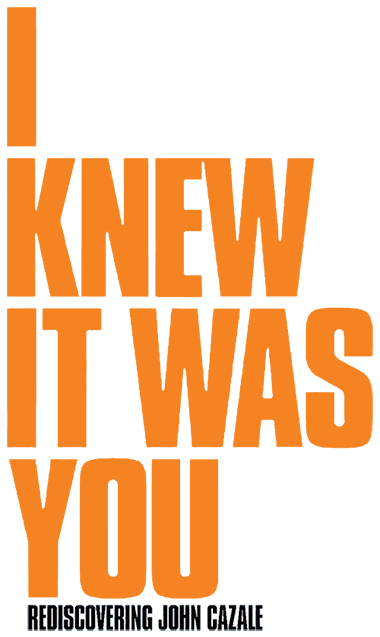
Logo des Films

I Knew It Was You ist ein Dokumentarfilm des US-amerikanischen Regisseurs Richard Shepard über den US-amerikanischen Schauspieler John Cazale (1935–1978).

## Hintergrund
Der Titel  I Knew It Was You (Ich wusste, dass Du es warst) ist ein bekannter Satz aus dem Spielfilm Der Pate – Teil II, den Michael Corleone (Al Pacino) zu Fredo Corleone (John Cazale) sagt, nachdem ihm bewusst wurde, dass dieser ihn an seine Feinde verraten hat. Der Dokumentarfilm beschreibt Cazales kurze, aber erfolgreiche Schauspielerkarriere. Der Film wurde zusammen mit der Schauspielerin Meryl Streep produziert, die von 1976 bis zu seinem Tod 1978 mit ihm verlobt war. Des Weiteren kommen Regisseure und Schauspielerkollegen Cazales zu Wort. Zu Beginn des Films zeigen Filmemacher Passanten In New York City ein „Familienfoto“ der Mafiafamilie Corleone aus Der Pate, dem weltbekannten ersten Teil der Trilogie  mit Sonny (James Caan), Vito (Marlon Brando), Michael (Al Pacino) und Fredo (John Cazale). Dabei ist bemerkenswert, dass viele Angesprochene Fredo erkennen, aber niemand den Namen des Schauspielers kennt. Die Interviewten beschreiben Details aus den Filmen Cazales, seine künstlerische Klasse, sein Gefühl für die Kamera und die Persönlichkeit außerhalb des Filmstudios. Meryl Streep und andere Nahestehende beschrieben, wie sie auf die Krebsdiagnose 1977 reagierten und wie John noch den Film Die durch die Hölle gehen fertigdrehte.

## Veröffentlichung und Anerkennung
I Knew It Was You wurde uraufgeführt auf dem Sundance Film Festival 2009, und hatte seine Fernsehpremiere in Spanien am 9. Juni 2009.

### Kritik
Victoria Large schrieb, dass es sich bei I Knew it Was You um eine wunderbare Retrospektive der Karriere handele. Die Stärke liege vor allem in der liebevollen Erinnerung seiner Freunde.  Don R. Lewis von Film Threat lobt den Film für seine Darstellung der Karriere Cazales. Jedoch vermisst er die Darstellung des Menschen Cazales außerhalb der Kamera.

### Preise und Nominierungen
- 2009 Publikumspreis Newport International Film Festival.[7]